# Megachile vitraci
Megachile vitraci är en biart som beskrevs av Pérez 1884. Megachile vitraci ingår i släktet tapetserarbin, och familjen buksamlarbin. Inga underarter finns listade i Catalogue of Life.